# Edward II (film)
Edward II – brytyjski dramat historyczny z 1991 roku w reżyserii Dereka Jarmana, zrealizowany na podstawie sztuki Christophera Marlowe’a. Zdjęcia kręcono w Londynie.
Film opowiada o związku angielskiego króla Edwarda II (1284–1327) z earlem Piersem Gavestonem. W rolach głównych zagrali Steven Waddington, Andrew Tiernan i Tilda Swinton. W filmie pojawia się także piosenkarka Annie Lennox, wykonując standard „Ev’ry Time We Say Goodbye”.
Film otrzymał pozytywne recenzje.

## Obsada
- Steven Waddington jako Edward II
- Tilda Swinton jako Izabela Francuska
- Andrew Tiernan jako Piers Gaveston
- Nigel Terry jako Roger Mortimer
- John Lynch jako Spencer
- Dudley Sutton jako biskup Winchester
- Jerome Flynn jako Kent
- Jody Graber jako książę Edward
- Kevin Collins jako strażnik więzienny Lightborn
- Annie Lennox jako artystka
- Jill Balcon jako chórzystka
- Barbara New jako chórzystka
- Andrea Miller jako chórzystka
- Brian Stokes Mitchell jako chórzysta
- John Quentin jako chórzysta
- David Glover jako chórzysta

## Nominacje i nagrody
- 1991:
  - 48. MFF w Wenecji: Puchar Volpiego dla najlepszej aktorki (Tilda Swinton)[4]
  - 48. MFF w Wenecji: nominacja do Złotego Lwa
- 1992:
  - Evening Standard British Film Awards: nagroda za najlepsze artystyczno-techniczne dokonania dla Sandy Powell[5]
  - 42. MFF w Berlinie: nagroda FIPRESCI[6]
  - 42. MFF w Berlinie: nagroda dla najlepszego filmu fabularnego dla Dereka Jarmana